# Магнолія Кобус (Львів, вул. С. Бандери, 12)

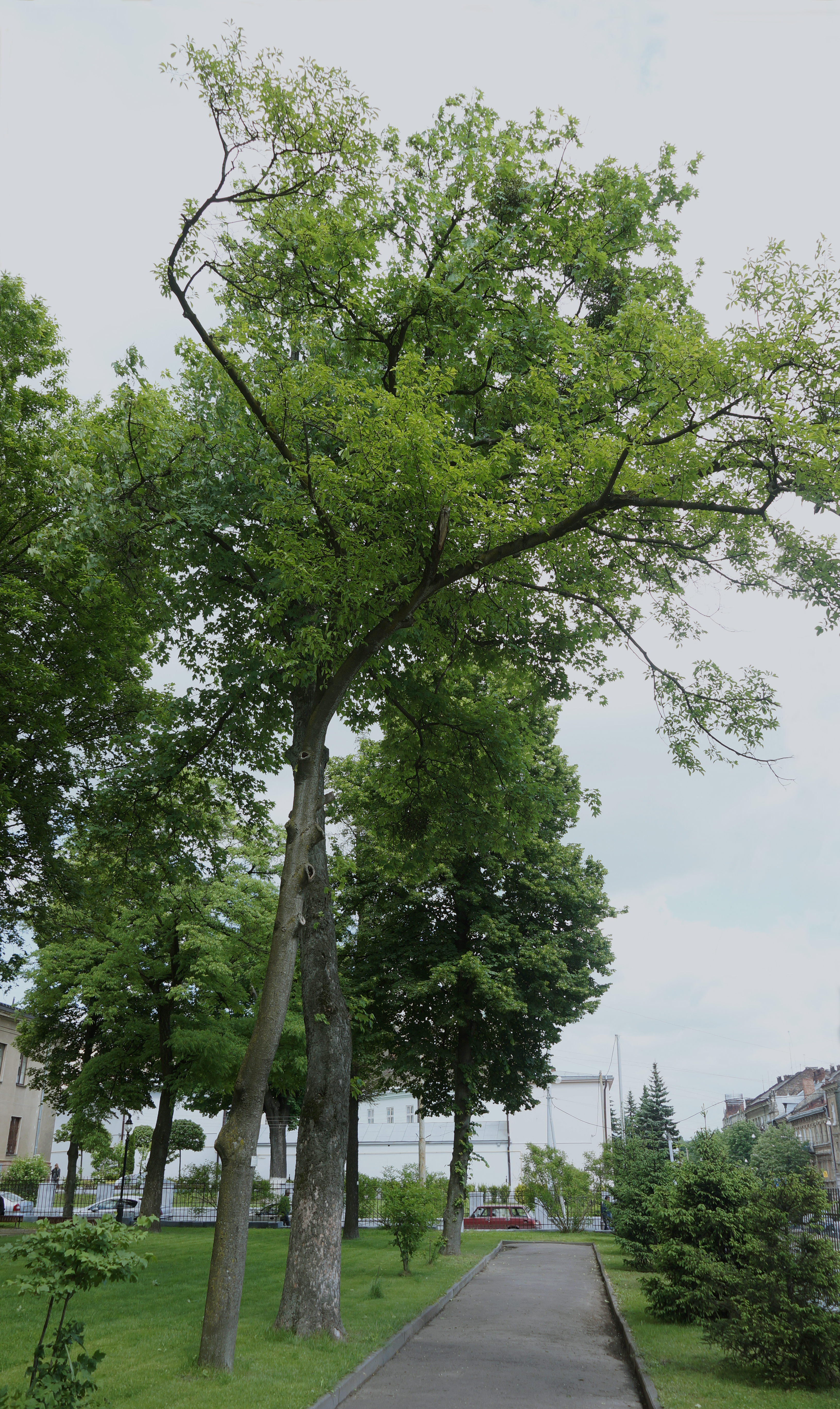

Магно́лія Ко́бус — ботанічна пам'ятка природи місцевого значення в Україні. Розташована в межах міста Львова, на вулиці Бандери, 12 (територія Національного університету «Львівська політехніка»). 
Площа 0,05 га. Статус надано 1984 року. Перебуває у віданні Львівської політехніки. 
Статус надано з метою збереження дерева магнолії Кобус (Magnolia kobus), ендеміка Далекого Сходу. 
- Неподалік розташований Дуб великоплодий, який зайняв 1-ше місце в номінації «Естетично цінне дерево Львівщини» конкурсу «Національне дерево України».